# Gift 〜ギフト〜 eternal rainbow キャラクターソングミニアルバム
『Gift〜eternal rainbow〜 キャラクターソングミニアルバム』（ギフト エターナル レインボー キャラクターソングミニアルバム）は、テレビアニメ『Gift〜eternal rainbow〜』のキャラクターソングが収録されたミニアルバム。2006年12月27日にランティスから発売された。

## 収録曲
1. 懐かしい未来 [5:02]
歌：深峰莉子（清水愛）
作詞：BABY FAZE、作曲・編曲：虹音
2. For you, For you!! [4:13] 
歌：神代縁（小清水亜美）
作詞：畑亜貴、作曲・編曲：橋本由香利
3. デリケートマジック [3:39]
歌：藤宮千紗（新谷良子）
作詞：こだまさおり、作曲：中野慎也、編曲：宅見将典
4. 凛と、凛と [4:28]
歌：外薗綸花（河原木志穂）
作詞：RUCCA、作曲・編曲：前口渉
5. 虹色の涙 [4:17]
歌：木之坂霧乃（宮崎羽衣）
作詞：BABY FAZE、作曲・編曲：前口渉